# Intercambio de rutas por etiqueta
La ruta conmutada por etiquetas, también conocido como LSP, acrónimo del idioma inglés de Label Switched Path), es una ruta sobre una red MPLS, establecida por un protocolo de señalización como LDP, RSVP o CR-LDP. La ruta es establecida basándose en los criterios de clase de equivalencia de reenvíos, siguiendo un criterio definido por FEC (Forwarding Equivalence Class).
La ruta comienza en un encaminador de etiquetas LER, que se encarga de tomar la decisión de etiquetar el paquete para el apropiado FEC. Después de este procedimiento reenvía el paquete al siguiente encaminador en la ruta, quien a su vez reemplazará la etiqueta por otra que le corresponda, para así enviársela al siguiente. El último encaminador en la ruta se encarga de eliminar las etiquetas del paquete y de pasar el paquete dependiendo de las cabeceras de su próxima capa.
- Datos: Q1548561